# Saprinus lateralis
Saprinus lateralis är en skalbaggsart som beskrevs av Victor Ivanovitsch Motschulsky 1849. Saprinus lateralis ingår i släktet Saprinus och familjen stumpbaggar. Inga underarter finns listade i Catalogue of Life.